# Asma al-Assad

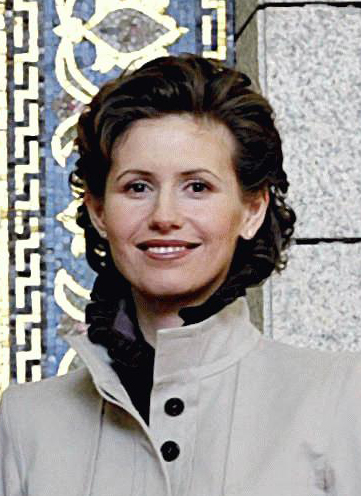
Asma al-Assad, geboren Asma Fawaz al-Akhras, 2003.

Asma al-Assad, geboren Asma Fawaz al-Akhras, (Londen, 11 augustus 1975) is sinds 2000 de echtgenote van Bashar al-Assad, de voormalige president van Syrië. Ze was daarmee de first lady van Syrië tot de val van het Assad-regime in 2024.

## Afkomst en carrière
Haar vader, Fawaz Akhras, een Londense cardioloog, is afkomstig uit een invloedrijke soennitische familie uit de Syrische stad Homs. Asma groeide in Londen in het stadsdeel West-Acton op. Ondanks haar islamitische afkomst bezocht ze daar een school die onder de christelijke Church of England valt. Later ging ze naar een openbare school, waar ze de roepnaam 'Emma' aan overhield. Na haar eindexamen ging ze naar het King’s College London. Ze haalde daar een bachelor-diploma in informatica en Franse letterkunde. Door haar professoren werd ze gezien als 'intelligent', 'open' en 'niet traditioneel'.
Na haar studie werkte Asma als financieel analist voor de Deutsche Bank en voor de Amerikaanse bank JPMorgan Chase.

## Echtgenote van Bashar al-Assad
Waarschijnlijk leerde Asma haar echtgenoot Bashar al-Assad, kennen toen hij kort voor oogarts studeerde in Londen in het begin van de jaren negentig. Over de precieze omstandigheden is weinig bekend, behalve dat beiden na zijn terugkeer naar Syrië in 1994 contact bleven houden. Voor buitenstaanders kwam hun huwelijk in december 2000 als een verrassing, kort nadat Bashar de macht in het land uit het Midden-Oosten overnam, nadat zijn vader president Hafiz al-Assad was overleden. Uit het huwelijk werden drie kinderen geboren: een zoon, Hafez (3 december 2001, genoemd naar Hafez al-Assad), een dochter, Zein (5 november 2003), en een tweede zoon, Karim (16 december 2004). Asma al-Assad was in tegenstelling tot haar voorgangster, Anisa Makhlouf, de moeder van Bashar, zichtbaar aanwezig als 'first lady'. Ze houdt van theater, opera en bioscoopbezoek.
Tijdens de Syrische Burgeroorlog vocht het Vrij Syrisch Leger met het regeringsleger om de hoofdstad Damascus (juli 2012). Sommige media berichtten dat Asma en haar kinderen de stad en mogelijk het land verlaten hadden. Op 18 maart 2013 verscheen zij in de opera van Damascus en maakte zo een einde aan deze geruchten. Zij werd zwaar bekritiseerd voor haar stilzwijgen over de onderdrukking van het Syrische volk. In 2020 noemde de Amerikaanse minister van Buitenlandse Zaken Mike Pompeo haar een "beruchte oorlogsprofiteur" en legde de Verenigde Staten haar persoonlijk sancties op.

## Persoonlijk
In 2019 herstelde Asma al-Assad van borstkanker. In 2024 kreeg ze de diagnose van myeloïde leukemie.